# مقنع
هاشم بن حکیم معروف به المُقَنّع، نظامی و فعال مذهبی اهل مرو بود. پدرش یکی از کارگزاران امیر خراسان بود و خود او نیز از فرماندهان تحت امر ابومسلم خراسانی بود. مقنع پس از قتل ابومسلم، به دربار امیر بعدی خراسان راه یافت و پیشکار عبد الجبار الازدی شد و در سال ۱۴۱ هجری در شورشی که عبدالجبار علیه منصور عباسی برپا کرده بود، شرکت کرد. همچنین او در همین زمان به تبلیغ آیین خود پرداخت و خود را پیامبر معرفی کرد ولی پس از شکست قیامش، به دستور منصور دستگیر و زندانی شد. مقنع پس از رها شدن از زندان، دوباره به تبلیغ آیین خود پرداخت؛ اما در این مرحله او خود را خدا خوانده و با استفاده از تجربیات خودش در زمان انقلاب عباسیان، پیروان وفادارش را به عنوان داعی به نواحی اطراف خراسان فرستاد و آنان توانستند افراد زیادی را به سوی آیین مقنع جذب کنند. وقتی خبر تحرکات مقنع و پیروانش به امیر خراسان رسید، او دستور دستگیری مقنع را صادر کرد و مقنع پس از آن مجبور به ترک مرو شد و در ماوراءالنهر سکنی گزید.
او پس از فرار از مرو، در منطقه سنام که به علت داشتن موقعیت جغرافیایی کوهستانی تقریباً نفوذ ناپذیر بود، در قلعه‌ای با دو حصار بیرونی و درونی ساکن شد. او توانست با افزایش تعداد پیروانش، بر بسیاری از سرداران عرب پیروز شود؛ به طوری که در سال ۱۵۷ هجری شورش طرفداران مقنع در منطقه فراگیر شد و آنان در سال ۱۵۸ هجری توانستند سمرقند را فتح کنند. خلیفه مهدی عباسی نیز جبرئیل بن یحیی را برای سرکوب مقنع به خراسان اعزام کند. جبرئیل بن یحیی در ماه‌ها جنگ سخت، توانست ابتدا پیروان مقنع را در نرخش شکست دهد و پس از آن به سوی سغد حرکت کرد و پس از شکست دادن سپیدجامگان در چندین جنگ به سوی سمرقند حرکت کرد و توانست آنجا را نیز از شورشیان باز پس گیرد.
مقنع مجدداً توانست سمرقند را فتح کند، اما این فتح چندان دوام نداشت چرا که نیروهای خلیفه باز توانستند سمرقند را بازپس گیرند. خلیفه با فرستادن معاذ بن مسلم به مرو به او فرمان داد شورش مقنع را سرکوب کند، معاذ بن مسلم با آمادگی فراوان به مرو رفت و همچنین مقنع نیز برای نبرد خود و سپاهش را آماده کرده بود، ولی عقب‌نشینی مقنع به درون قلعه‌اش که برای این روزها آماده شده بود از موفقیت معاذ جلوگیری کرد، پس از دو سال جنگ بی‌نتیجه، خلیفه مسیب بن زهیر را به مرو فرستاد. مسیب پس از مدتی توانست به کمک سعید بن حرشی به داخل قلعه راه پیدا کنند و به محاصره و شورش مقنع پایان دهند.
منابع اسلامی دلایل متفاوتی را برای اینکه چرا او به «المقنع» شهرت داشت عنوان کرده‌اند، از جمله این که کسی نمی‌تواند نور الهی را ببیند یا از آن جهت که او برای مخفی کردن چهرهٔ نازیبای خود مجبور به استفاده از نقاب بود. پیروان مقنع را سپیدجامگان معرفی کرده‌اند و این از آن جهت است که آن‌ها در مخالفت با عباسیان جامه‌های سپید بر تن داشتند. علل موفقیت مقنع در خراسان این بود که در این خطه از سرزمین‌های اسلامی، دین‌ها و عقاید متفاوتی رواج داشت و مقنع در قطعه و مکانی ساکن شده بود که از لحاظ موقعیت جغرافیایی تقریباً غیرقابل نفوذ بود. همچنین ایجاد طبقات اجتماعی در خلافت عباسی و دشواری‌های ایجاد شده برای مردم طبقات پایین یک نوع دل‌زدگی از اسلام را پدیدآورده بود. به علاوه مقنع مردی درس خوانده بود و با استفاده از دانش‌هایی مثل ریاضیات و جادو توانست معجزاتی از جمله ماه نخشب را برای خود ایجاد کند که همین معجزه در جذب پیروان بسیار برای مقنع مؤثر بود و باعث شد که او و پیروانش به مدت ۱۴ یا ۱۲ سال برای خلافت دردسر درست کنند. سپیدجامگان به تناسخ اعتقاد داشته، نماز نمی‌خواندند و روزه نمی‌گرفتند ولی امانت‌داران مورد اعتمادی بودند.
اگرچه مقنع سرکوب شد ولی تا سال‌های طولانی پیروان او در اطراف خراسان و ماوراءالنهر حضور داشتند.

## زمانهٔ پیش از مقنع

### خلافت

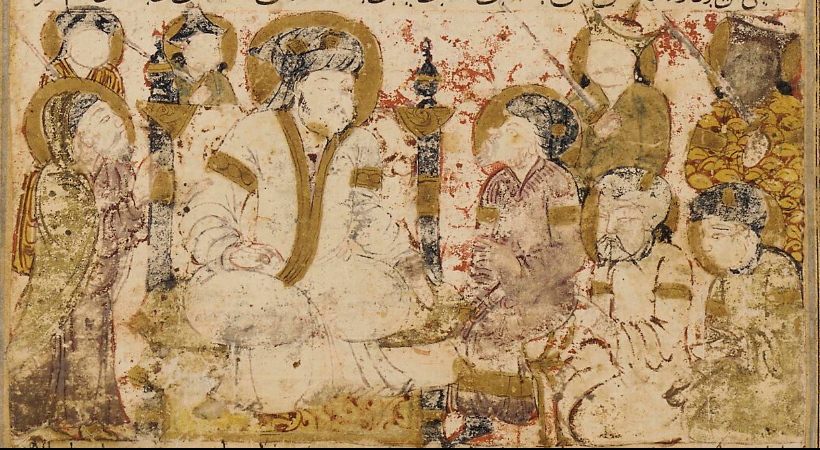
صحنه اعلام خلافت سفاح، از کتاب تاریخ بلعمی

در سال ۱۳۲ هجری ابوالعباس نخستین خلیفه عباسی در کوفه بر خلافت نشست و به عنوان اولین خلیفه عباسیان بر منبر ایستاد و خطبه خواند و با مذمت بنی سفیانیها بنی مروانیها پایان دودمان امویان را اعلام کرد. سفاح تمامی ممالکی را که بنی امیه تحت سلطه داشتند البته به جزء اندلس تصرف کرد و تا آنجا که توانست کشورهای فتح شده را به دست خویشاوندان خود می‌داد البته خراسان در دست ابومسلم ماند. سفاح در شهر انبار که پایتخت او بود و یک شهر قدیمی ایرانی بود و احتمالاً در زمان لشگرکشی‌های ایران به روم محل ذخایر جنگی دولت ایران بود، پس از سی سال بیماری در سال ۱۳۶ هجری درگذشت و پس از او برادرش که ولیعهد او هم بود به خلافت رسید، ابو جعفر منصور در ابتدا با شورش عمویش عبدالله بن علی مواجه شد، ابومسلم توانست شورش عبدالله بن علی را سرکوب کند اما حسادت و ترس منصور نسبت به قدرت ابومسلم، او را به قتل ابومسلم مجبور کرد. قتل ابومسلم دل ایرانیان را به تنگ آورد و باعث به وجود آمدن نهضت‌های در ایران برای خون‌خواهی ابومسلم شد ازجمله شورش سنباد گبر که از دوستان ابومسلم بود، مورخان او را اهل نیشابور خوانده‌اند، خلیفه توانست پس از ۷۰ روز شورش سنباده گبر را سرکوب کند. آشوب دیگری این بار در مقر خلافت که در آن زمان هاشمیه بود به وقوع پیوست و علت آن این بود که منصور دویست تن از اعضاء فرقه راوندیه را حبس کرد اعضا این فرقه به ابومسلم علاقه فراوانی داشتند، منصور خود به همراه تعدادی از لشگریانش توانست این شورش را سرکوب کند. واقعه دیگر خونبار دوران خلافت منصور قتل محمد و ابراهیم فرزندان عبدالله بن حسن بن حسن است، محمد بن عبدالله را شیعیان المهدی و نفس زکیه می‌نامیدند. منصور برای خلافت و تاج و تخت از هیچ خون‌ریزی آباء نداشت حتی از کشتن خویشاوندان خود. از بحران‌های دیگر زمان خلافت منصور شورش استادسیس در خراسان بور که مأمور خلیفه با زحمت فراوان و پس از یک سال توانست هین شورش را سرکوب کند. منصور پس از ۲۲ سال خلافت در سال ۱۵۸ هجری در حال سفر به مکه برای سفر حج درگذشت. مهدی جانشین و پسر منصور خلیفه بعدی عباسیان بود و برعکس پدرش فردی نرم‌خو بود، شورش مقنع در زمان خلافت مهدی رخ داد.

### ابومسلم خراسانی
ابومسلم خراسانی چه کسی بود و از کجا آمد درست معلوم نیست. مورخان دربارهٔ نژاد او اختلاف نظر دارند بعضی او را عرب و بسیاری او را ایرانی می‌داند. او در دوران خلافت مروان آخرین خلیفه اموی تلاش فراوانی برای بیرون آوردن خلافت از دست امویان کرد. او توانست با شکست دادن نصر بن سیار حاکم اموی خراسان، تمامی خراسان بزرگ رو از زیر سلطه امویان بودن خارج کند. تلاش‌های او باعث به قدرت رسیدن عباسیان بود، در واقع همراهی ایرانیان در به قدرت رسیدن عباسیان مثمر ثمر بود، به طوری که خلیفه اول عباسی به فرزندان خود سفارش کرد که با ایرانیان خوش رفتار باشند. در سال ۱۳۶ هجری ابومسلم به انبار رفت و از خلیفه اجازه حج گرفت، در مدت اقامت او در انبار منصور به‌طور پیوست سفاح را به قتل ابومسلم تحریک می‌کرد، اما خلیفه جانب احتیاط را رعایت کرد. پس از به خلافت رسیدن منصور، ابومسلم شورش عبدالله بن علی را سرکوب کرد، منصور برای اینکه غنایم نبرد ابومسلم در جنگ با عبدالله بن علی را که بسیار زیاد هم بود بدست آورد پیکی به جانب ابومسلم فرستاد و برای اینکه ولایت خراسان را از دست ابومسلم خارج کند فرمان ولایت مصر و شام را به این بهانه که در آنجا به خلیفه نزدیکتر است تا خراسان به جانب ابومسلم فرستاد، اما ابومسلم عصبانی شد و با لشگریان خود به سمت خراسان حرکت کرد. این عمل ابومسلم خلیفه را سخت بیمناک کرد و درصدد قتل او برآمد، خلیفه وحشت داشت که اگر ابومسلم به پایتخت خلافت برسد کار عباسیان تمام است، او به عامل ابومسلم در خراسان نامه نوشت و ولایت خراسان را به او وعده داد و چون این خبر به ابومسلم رسید دانست که خلیفه در بین عاملین او نفوذ کرده پس از بازگشت به خراسان بیمناک شد و قصد رفتن به جانب خلیفه را کرد، دوستانش او را از این کار برحذر داشتند اما ابومسلم به حضور خلیفه رفت و کشته شد. عباسیان که در ابتدا به ابومسلم لقب امین آل محمد را داده بودند پس از کشته شدن او را ابومجرم نامیدند. پیروان ابومسلم را مسلمیه می‌نامند، آنان معتقد بودند که ابومسلم کشته نشده و در کوه‌های ری زندانی است و روزی بازمی‌گردد. مقنع یکی از نظامیان لشکر ابومسلم بودو گویا در به قدرت رسیدن عباسیان در کنار ابومسلم نقش فعالی داشت. مقنع در هنگام خروج اعلام کرد که روح ابومسلم در او حلول کرده است.

## سپید جامگان
همان‌طور که نمی‌توان رسم سیاه جامه شدن را به علت قتل ابومسلم خراسانی بدانیم، و سابقه این رسم در ایران به زمان‌های بسیار قبل تر از ابومسلم بازمی‌گردد و علت‌های متفاوتی برای آن عنوان کردند از جمله سوگ سیاوش، رسم سپیدجامه بودن را هم نمی‌توان منحصر به زمان شورش مقنع و پیروانش دانست. در واقع می‌توان با در نظر گرفتن منابع، استمرار سپیدجامه بودن نهضت‌ها را در سه دوره زمانی تقسیم کرد، که دوره اول مربوط به همان سال قتل ابومسلم است، دوره دوم همان شورش مقنع و پیروانش و دوره سوم مربوط به دوران قیام و ظهور دولت سادات علوی در طبرستان دانست. دربارهٔ سپید جامه بودن مقنع و پیروانش نظر غالب مورخان این است که شاید چون لباس عباسیان سیاه بوده آنان سپید می‌پوشیدند. اما برخی می‌پندارند این جامه سپید به علت آن است که در میان پیروانش نشانی از آیین مانی باشد و مقنع قصد داشت برای اهدافش سازش بین مانویان ماوراءالنهر با عقاید مجوسان و خرمدینان برقرار کند.

### سپیدجامگان اول
پیشوا سپیدجامگان دوره اول سعید جولاه بود است. گردیزی در توصیف احوال ابوداوود که عامل ابومسلم در خراسان بودو پس از قتل ابومسلم امیر خراسان شد نوشته است که سپیدجامگان به پیشوایی سعید جولاه در یکی از شب‌های ربیع‌الاول سال ۱۴۰ هجری، او را به علت خیانت به سرورش کشتند البته او خاطر نشان می‌کند که در این بین سعید جولاه هم کشت شد، ولی پیروان سپیدجامه بودن او از بین نرفتند و به سرکردگی شخصی به نام برازبنده به جنان قدرتی دست یافتند که توانستند امیر بعدی خراسان عبدالجبار بن عبدالرحمن الازدی را با خود همراه کنند، عبدالجبار که مقنع کاتب او بود با برازبنده بیعت کرد و شروع به مخالفت با خلیفه کرد. خلیفه با کمک پسرش مهدی توانست عبدالجبار را سرکوب کند و در جنگی که سرگرفت برازبنده کشته شد.

### سپیدجامگان دوم
دوره زمانی دوم سپیدجامگان مربوط به زمان مقنع است و چندین سال پس از دوره اول اتفاق افتاد.

### سپیدجامگان سوم
دوره سوم سپیدجامگان هفتاد سال پس از سرکوب مقنع و پیروانش رخ داد اما این بار در طبرستان و گرگان به رهبری علویان. این دوره شورش سپیدجامگان با دوران حکومت صفاریان همزمان بود. هویت اجتماعی سپیدجامگان سوم که با عنوان سادات علوی به دولت رسیدند مانند سپیدجامگان اول و دوم طبقاتی بوده و جنبه‌های ملی آن در درجه بعد از اهمیت برخوردار بوده است. مسعودی دربارهٔ سپیدجامگان سوم نوشته است که محمدبن سهل برادرزادهٔ فضل بن سهل را به همراه عبدالله بن مهتدی در بغداد دستگیر کردند زیرا محمدبن سهل کتابی دربارهٔ سپیدجامگان تألیف کرده بود، همچنین گفته شده که این دو قصد داشتند به همراه سپیدجامگان علوی قیام کنند و معتضد دستور کشتن محمد بن سهل را به صورت وحشتناکی صادر کرد ،طبری نیز نحوهٔ به قتل رساندن او را گزارش داده است.

## خراسان

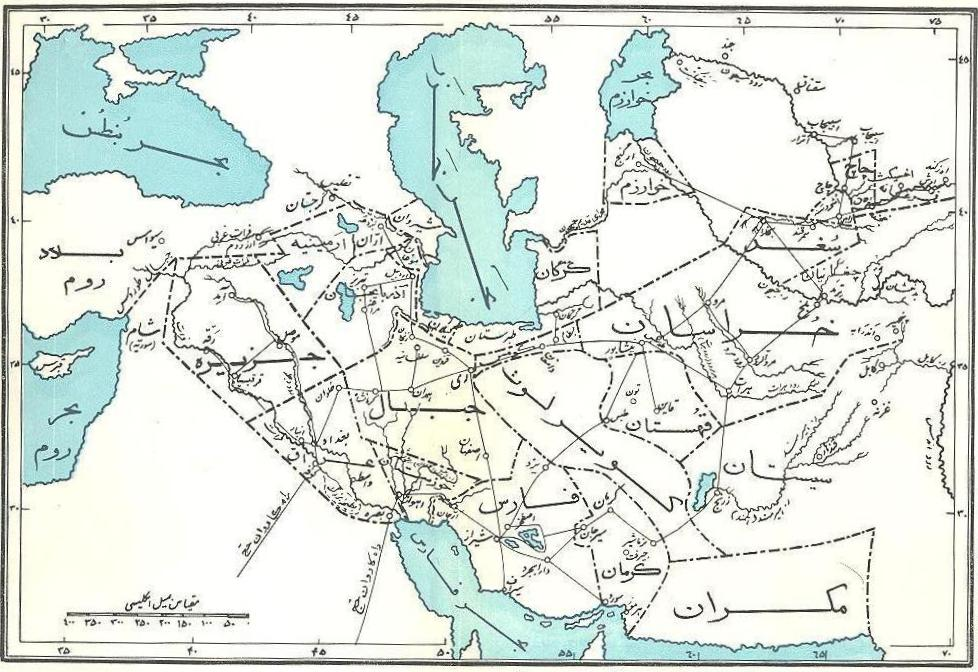
موقعیت خراسان در نقشه ایران در عصر خلفای عباسی برگرفته از کتاب جغرافیای تاریخی سرزمین‌های خلافت شرقی

خراسان در زبان فارسی قدیم به معنی خاور زمین است. این اسم در اوایل قرون وسطی به تمامی ایالات اسلامی که در سمت شرق کویر لوت تا کوه‌های هند واقع شده بود اطلاق می‌شد. ایالت خراسان در دورهٔ اعراب به چهار قسمت تقسیم می‌شد و هر بخش با نام یکی از چهار شهر بزرگی که در آن ایالت قرار داشت یعنی نیشابور، مرو، هرات و بلخ خوانده می‌شد.

### خراسان جغرافیای
ناحیه خراسان دارای مرزها و حدود نامشخصی است و مرزهای سیاسی آن در طول تاریخ طولانی‌اش بسیار دگرگون شده است. می‌توان خراسان را سرزمین گستردهٔ دانست که از نزدیکی کرانه‌های جنوب شرقی دریای خزر تا بلندی‌های هندوکش دانست. از زمان‌های دور برای خراسان بزرگ نطری‌ها متعدد دیده شده، برای مثال در عراق در سده‌های میانه خراسان را از ری به سمت شرق در نظر گرفته بودند در واقع خراسان ماهی شامل سرزمین‌های جنوب دریایآرال و ناحیه‌های آن سوی جیحون یا ماوراءالنهر و بسیاری از نواحی فلات ایران می‌شد. گاهی حدود شرقی خراسان تا چین می‌رسید ولی این مرز عملاً گاهی از بلخ و ناحیه معروف به طخارستان آن طرف‌تر می‌رفت. گاهی شامل قوس، جرجان، ری و بخش از طبرستان می‌شد. ماوراءالنهر غالباً با خراسان یکی گرفته می‌شد. خراسان نسبتاً خشک است و میزان بارش سالانه در بیشتر بخش‌های ام کم است ولی نمی‌توان خراسان را سرزمین بی‌حاصل تصور کنیم چرا که رودهای هری رود ،مرغاب و جیحون ،زرافشان و سیحون در خراسان بزرگ روان بوده است.

### ادیان خراسان
خراسان بزرگ از ادوار پیش از اسلام پذیرای ادیان مختلفی بوده، دین‌های که با وجود داشتن خاستگاه ویژه و متفاوت خود، خراسان را برای گسترش تعالیم خود برگزیدند. تعدد ادیان در خراسان دلایل مختلفی داشت که مهم‌ترین ان موقعیت جغرافیایی خراسان بزرگ بوده، خراسان بزرگ با هند همسایه بود در نتیجه این مجاورت باعث شد تا ادیان هندی در تمامی نقاط خراسان بزرگ نفوذ کند، همچنین جاده ابریشم با گذر از خراسان باعث تبلیغ و ترویج ادیان مختلف در خراسان شد چرا که جاده ابریشم جاده ادیان نیز محسوب می‌شد، دوری از مرکز قدرت‌های بزرگ سیاسی از دلایل دیگر برای گسترش ادیان مختلف در خراسان بود. در زمان ساسانیان که روحانیون زرتشتی تحمل فعالیت ادیان دیگر را نداشتن باعث شد تا در عصر ساسانی ادیان بودایی، برهمایی، مانوی، مسیحی، مزدکی و یهودی در خراسان رواج یابد، اما رایج‌ترین دین در خراسان دین زرتشتی بود ولی زرتشتی رایج در خراسان متفاوت با مناطق دیگر بود. از ادیان رایج در خراسان بودایی بود که بنا بر افسانه پالی دو ماه بعد از آنکه بودا آیین خود را رواج کرد، دو برادر از بلخ به نزد او رفت و مریدش شدند این دو برادر بعدها مروج آیین بودا در بلخ شدند، اما منابع و اسناد تاریخی گواهی می‌هد که از عهد آشوکا پادشاه سلسله ماوریا دین بودا در افغانستان رواج داشت. مانی یکی از شاگردانش برای تبلیغ به خراسان فرستاد و از همان زمان خراسان محل مانویان شد. از قرن دوم میلادی مسیحیت در خراسان نفوذ کرد. آیین مزدک نیز در خراسان پیروانی داشت ،شهرستانی از مزدکیان متاخری می‌گوید که در سغد و سمرقند سکونت داشتند. دین یهودی اگرچه نسبت به سایر ادیان در خراسان پیروان کمتری داشت اما در هر حال در خراسان دارای پیروانی بودند. همچنین در خراسان ادیان پیش از اسلام نیز همچنان پیروانی داشت.

### اجتماع خراسان
سازمان‌های اداری خراسان از بیشتر جهات تابع وضعیت جغرافیایی_اداری بودند. وضعیت جغرافیایی خراسان به آن بخش‌های گوناگونی از لحاظ اقتصادی بخشیده، معادن مختلف، بیابانگردان استپها و کوه‌های که باعث پرورش گوسفندان و شترداری می‌شد. بازرگانی و دادستان بین‌المللی از دوران دور در خراسان رواج داشت و گویا سغد و مرو رونق داشت، صنایع بومی بسیار پیشرفته بود اما خراسان وابسته به کشاورزی بود. زندگی در خراسان دارای امکانات مطلوبیت بود اما لرزان، چرا که کشاورزی زمانی مطلوب و دل‌پذیر بود که بتوان از منابع آب با دقت بهره‌برداری کرد. این شرایط باعث شد تا اهالی خراسان به وجود حکومت استوار و پایداری که بتواند امنیت را برقرار کند و به کشاورزی و بازرگانی رونق ببخشد و امنیت را برقرار کند، احترام می‌گذاشتند. کشورگشایی‌های عرب‌ها و دلبستگی مردم خراسان به حفظ امنیت این سرزمین باعث شد که رفتار مناسب با عرب‌ها داشته باشند، آب و هوای خراسان برای عرب‌ها مناسب و خوشامد بود. این سرزمین با بیابان‌های مطلوب برای جنگ آوران مسلمان فرصت‌هایی مناسب عرضه کرد تا به ثروت و بی‌نیازی برسند که همین امر باعث مهاجرت عرب‌ها عراق به خراسان شد. در ابتدا سیاست عرب‌ها در خراسان جلوگیری از ایجاد دگرگونی و هم چنین برخورد میان اجتماعات ایرانی و عرب بود تا هر طبقه به‌طور جداگانه به زندگی سنتی خود ادامه دهند، با این حال عرب‌های مهاجر خود باعث ایجاد دگرگونی‌های عمیق اجتماعی به سبب تفاوت‌های نژادی، زبانی و دینی در خراسان شدند.

## نام و اصل و نسب

### نام و نسب
نام مقنع در بیشتر منابع هاشم بن حکیمHāšem-e Ḥakim ذکر شده است. در واقع شکل فارسی خواندن نام او یعنی هاشم حکیم که عموماً به معنی هاشم پسر حکیم است، و گاهی به معنی هاشم فرزانه و دانا تلقی می‌شود. نام او در منابع مختلف یه صورت‌های متفاوتی آورده شده است مثلاً ابن خلکان نام او را هاشم و عطا ذکر کرده است اما او یادآور شده که نام او در بیشتر منابع عطا بوده است. ابن اثیر او را حکیم نامیده است. جاحظ او را عطا نامیده است .نظام الملک نامی برای او عنوان نکرده و او را سگ خطاب می‌کند. یعقوبی، طبری و مقدسی نیز او را هاشم نامیده‌اند. بنا بر گزارش‌های ابن خلکان نام پدرش دادویه بوده است، و این نام نشان دهنده این است که پدرش اصل و نسب زرتشتی داشت، همچنین گفته شده که پدرش از نظامیان امیر خراسان احتمالاً ابو داود خالد بوده که معاصر با ابو جعفر دوانقی بوده. او از اهالی بلخ بود، اهل روستای مرو و دهی که به نام کازه یا کازک نامیده می‌شد، البته مورخان نام کازه را متفاوت ذکر کردند به طوری که مقدسی کاره، ابوریحان کاوه کیمردان و یاقوت کازه گویند.ابن خلکان در توصیف او نوشته است که او کوتاه قد، ناقض الخلقه، با سیمای کریه و یک چشم بود. برخی از مورخان نوشته‌اند که مقنع در ابتدای جوانی به شغل گازری یا رختشویی اشتغال داشت اما چون شغل پدرش از مشاغل مهم بوده ظاهراً کسانی قصد تمسخر او را داشتن و این شغل را به او نسبت دادند. خود مقنع در روزگار ابومسلم خراسانی از نظامیان لشکر او بود و بعد از قتل ابومسلم پیشکار یا کاتب عبد الجبار الازدی امیر خراسان شد.

### شهرت
شهرت او مقنع است. تاریخ نگاران اسلام اتفاق نظری دربارهٔ این که چرا او را به این نام می‌خوانند ندارند. دربارهٔ شهرت او به مقنع ذکر شده است که او همیشه نقابی بر روی چهره داشت تا کسی نتواند صورت او را ببیند. این نقاب یا از ابریشم سبز یا پوششی زرین بود. دوستداران و پیروانش بیان کردند این پوشش به علت آن بود تا جلوگیری کند از درخشش نور الهی و دشمنانشان را پوششی برای پوشاندن نقض عضو او می‌دانستند. مستوفی بیان داشت که او در جنگ یک چشم خود را از دست داده بود و در مجمع التواریخ آمده است که او به جذام مبتلا بود .نرخشی بیان داشت چون او بسیار زشت بود و سرش کَل داشت و یک چشمش کور بود به‌طور مداوم از نقاب استفاده می‌کرد. مقریزی مطلبی مشابه با نرخشی را بیان داشت اما با این تفاوت که روزی پیروانش از او خواسته تا رخسار او را بی نقاب ببینند وی به آنان وعده داد که اگر بتوانند بی آنکه بسوزند به چهره او نگاه کند او را خواهند دید، مقنع جلوی خود آینه‌ای که در معرض اشعه آفتاب بور قرار داد و چون پیروانش وارد شدند عدهٔ سوختند و تعدادی دور شدند و فریب خورده که او خداست و چشمان انسان‌های زمینی تاب دیدن او را ندارند. در بیان الادیان علت را ناقص بودن چشمش در اثر جراحت در جنگ ذکر کرده، البته بعید نیست که او این کار را در تقلید از روحانیون زرتشتی انجام داده باشد، چرا که موبدان زرتشتی در هنگام مراسم مذهبی روبندی به نام پنام به صورت خود می‌بستند تا نفس آنان به آتش مقدس برخورد نکند. جاحظ او را اَلکَن می‌نامد و او نخستین مورخی که او را به لکنت زبان داشتن خوانده یا شاید منظور او از الکن اشاره دارد به اینکه مقنع زبان عربی می‌دانست.

### دین مقنع
گفته شده که مقنع باور به فرقه رزامیه داشت، ظاهراً این فرقه شاخه‌ای فرعی از فرقه راوندیه و ابومسلمیه بود. اعضا فرقه ابومسلمیه معتقد بودند که ابو مسلم کشته نشدهو بنابر اعتقاد اهل و پیروان رزامیه امامت بعد از علی به محمد بن حنفیه رسید است و پس از او به پسرش و بعد از او بنابر وصیتش به علی بن عبدالله بن العباس و سپس در پسران او تا به منصور ادامه داشت. اعتقاد به تناسخ و ادعای خدای از اندیشه‌ها و اعتقادات فرقه رزامیه بود است.

## فعالیت

### نخستین مرحله فعالیت مقنع
اولین مرحله از فعالیت سیاسی مقنع که البته چندان طولانی و پاینده نبود، زمانی بود که خود را پیامبر خواند. ظاهراً او در شورشی که پس از قتل ابومسلم خراسانی در زمان عبد الجبار الازدی رخ داد شرکت کرد، زمان شورش را سال ۱۴۱ هجری یا ۷۵۸ میلادی عنوان کردند. بنابر روایت‌های تاریخ بخارا مقنع پس از مرگ عبد الجبار ادعای پیامبری کرد و به فرمان منصور توسط یکی از کارگزارانش دستگیر و از مرو به بغداد منتقل شد و به زندان افتاد. مدتی بعد از آزادی یا فرار از زندان به خراسان بازگشت.

### مرحله دوم فعالیت مقنع
او پس از مدتی از رها شدن از زندان شروع به تبلیغ آیین خود کرد، اما این بار او خود را خدا خوانده و ادعا کرد که می‌تواند پیروان خود را به بهشت ببرد. مقنع با روش که در دعوت عباسیان فراگرفته بود پیروانش را به نواحی مختلف خراسان فرستاد تا مردم را به قیام و مبارزه با بیگانگان فرا بخوانند، چرا که خراسان پناه گاه دین‌ها و ادیان ناپذیرفته بود. یکی از دعوت کنندگان او عبدالله بن عمر که اصالتاً عرب مرو بود، و پس از این‌که دختر خود را به همسری مقنع دراورد، برای دعوت مردم ماوراءالنهر به جانب مقنع پرداخت رهسپار آن دیار شد، عبدالله با گذشتن از جیحون به نخشب و سپس به کَش رفت و در راه هر جا مردمی را می‌دید آنان را به آیین مقنع دعوت می‌کرد. مردم روستای سونج یا سوبَخ نخستین مردمی بودند که به مقنع ایمان آوردند، مردم این روستا پاسبان یا داروغه عرب روستا را کشتند. در سغد و بخارا تقریباً تمامی اهالی به مقنع ایمان آوردند. نکته جالب توجه ایمان آوردن ترکان و رفتار مثبت آنان نسبت به این بود، از مقنع به عنوان پادشاه فرغانه و ترکان نیز یاد می‌کنند چرا که دعوت او در میان ترکان و سغدیان با توفیق بسیاری همراه بود. بعد از اینکه بُنیات بن طَغشادِه حاکم بخارا که تازه مسلمان شده بود با سپید جامگان همراه شد کم‌کم ماوراءالنهر وارد دوران شورش و آشوب شد. آنان به کاروان‌های مسلمانان حمله می‌کردند و آنان را غارت کرده و به روستاها و ده‌ها تاخته و آنجا را مورد غارت قرار می‌دادند. سرانجام خبر مقنع و دینش به حاکم خراسان که در آن زمان حمید بن قحطبه بود رسید، امیر خراسان دستور دستگیری مقنع را داد، مقنع مجبور شد از مرو فرار کند و در ماوراءالنهر ساکن شود. وقتی بر امیر خراسان آشکار شد که مقنع قصد گذشتن از جیحون را دارد، فرمان داد تا بر لب جیحون صد نگهبان به‌طور پیوسته نگهبانی دهند و در صورت دیدم مقنع او را دستگیر کنند، در هر حال مقنع توانست با ۳۶ تن از پیروانش از جیحون گذشته و به نخشب و کَش وارد شود، نخشب در کنار رودخانه واقع بود و اعراب در قرون وسطی به آن نَسَف و ایرانیان نَخشَب می‌گفتند، مقنع در آنجا توانست مردم بسیاری را با خود همراه و هم عقیده کند. مقنع در کوه سنام که دارای قلعه و دژ مستحکمی بود با ذخیره کردن آذوقه فراوان پادگانی برای خود و پیروانش فراهم کند، این پناهگاه اصلی مقنع قلعهٔ بود با دو حصار درونی و بیرونی که در یک منطقهٔ کوهستانی واقع شده بود، البته هیچ‌کس جزء همسران و گماشتگان اصلی مقنع اجازه ورود به دژ درونی را نداشت، و پیروان مقنع در داخل دژ یا حصار بیرونی کشاورزی می‌کردند. مقنع توانست سنجرده و نواکَث از توابع کِش را هم تصرف کند.سنام یا سیام در اصل سلسله رشته کوه‌های در منطقهٔ کَش بود و موقعیت جغرافیایی این منطقه به آن مکان قابلیت غیرقابل نفوذ بودن را داد که همین موضوع قدرت فراوانی به مقنع در برابر نیروهای حکومتی داده بود.

### حرکات اولیه مقنع و پیروانش
عدهٔ سپید جامگان یا پیروان مقنع روز به روز افزایش می‌یافت و آنان توانستند بر بیشتری از سرداران عرب از جمله ابونعمان و پسران نصر بن سیار یعنی لیث و جنید پیروزی پیدا کنند و حتی چند تن از سرداران عرب را به قتل برسانند. مقنع که توانست بود با ترکان پیمان ببندد و آنان را به آیین خود دعوت کند با اعلام اینکه خون و مال هر مسلمانی که بر او ایمان نیاورد مباح است در واقع به ترکان اجازه غارت ولایت‌های آن نواحی را داد.در سال ۱۵۷ هجری یعنی یک سال پس از مرگ منصور شورش و خشونت سپیدجامگان در منطقه فراگیر شد. از جمله فعالیت‌های آنان حمله به روستای ممنون در نزدیکی بخارا بود، که شورشیان به فرماندهی حکیم بن احمد شبانه به روستا تاخت و با حمله به مسجدی مؤذن و ۱۵ تن را در مسجد کشتند و سپس همهٔ اهالی روستا را به قتل رساندن. چون خبر این کشتار به بخارا رسید مردم شهر به نزد امیر بخارا رفت و حسین بن معاذ امیر شهر و امیر بن عمران قاضی شهر با عده بسیاری از مردم شهر در رجب سال ۱۵۹ هجری به سمت نرشخ جایگاه شورشیان حرکت کردند؛ و چون به آنجا رسیدن قاضی در ابتدا خواست تا شورشیان توبه کرده و به مسلمان شده تا بخشیده شوند اما شورشیان نپذیرفته و پیکار سختی درگرفت، با کشته شدن ۷۰۰ تن، سپیدجامگان خواهان صلح شدند و حسین بن معاذ به شرط اینکه شورشیان به روستاهای خود بازگردند، از مأموران حکومت فرمان برده، به مسلمانان آسیب نرسانند و دست از راهزنی بردارند با آنان صلح کرد، اما پس از بازگشت مسلمانان، شورشیان پیمان را شکستند.

### ادامه راه پیروان مقنع
احتمالاً در سال ۱۵۸ هجری سمرقند به دست مقنع افتاد و او خاقان ترک را به نیابت خود حکمران کرد. پس از آنکه خبر اقدامات مقنع و پیروانش به خلیفه رسید، او در سال ۱۵۹ هجری جبرئیل بن یحیی خراسانی را که در سرکوب شورش استاذسیس نقش داشت را امیر سمرقند کرد و به پیکار با مقنع و پیروانش فرستاد. چون جبرئیل به بخارا رسید، امیر بخارا از او خواست تا در سرکوب شورش نرخش او را کمک کند و در عوض او در سرکوب شورش کِش به یاری او خواهد رفت، جبرئیل بن یحیی پذیرفت و هر دو با هم به جانب نرخش رفت و به مدت ۴ ماه در آنجا به جنگ پرداخت و چند باز نیز شکست خوردند، جبرئیل با دستور حفر خندق در اطراف جایگاه شورشیان در بخارا خواستار این بود از شبیخون زدن آنان جلوگیری کند اما او توانست از طریق همین خندق به داخل قلعه نرخش نفوذ کند و با کشتن تعداد بسیاری از شورشیان به باقی اهالی با شرط‌های که در گذشته با حسین بن معاذ بسته بودند، امان داد. نکته جالب توجه این بود که حاکم نرخش بیوه زنی بود که همسرش سالها قبل توسط ابومسلم کشته شده بود.

### مقنع و پیروانش پس از شکست در نرخش
پس از پایان یافتن شورش نرخش بازماندگان به کِش و نزد مقنع رفتنند. جبرئیل بن یحیی پس از سرکوب شورش در نرخش با سرهای کشته شدگان نرخشی به سمت سغد حرکت کرد، در واقع قصد او از این کار ترساندن سغدیان طرفدار مقنع بود. اما نقشه او نگرفت چرا که امیر سغدیان هوادار مقنع بود، او توانست اهالی سغد را با خود همراه کند و با پیروان مقنع به با جبرئیل بن یحیی برود ولی پس از چندین جنگ این سپیدجامگان بودند که شکست خورده و متفرق شدند. جبرئیل بن یحیی سپس به جانب سمرقند حرکت کرد و در آنجا به جنگ با سپیدجامگان و هم‌پیمانان تُرکشان پرداخت و توانست در سال ۱۶۰ هجری سمرقند رااز شورشیان باز پس گیرد. مقنع ده هزار تن را به فرماندهی مردی به نام خارجه به جانب سمرقند فرستاد تا به جنگ با جبرئیل رفت و احتمالاً در سال ۱۶۱ هجری مجدداً شهر را تصرف کرد اما این لشکر هم شکست خورد. سپیدجامگان شکست خورده با نامهٔ ساختگی اعلام داشتن که جبرئیل را کشته‌اند، این نامه باعث شد تا لشگریان جبرئیل فریب خورده و به مرو بازگردند در همین زمان خارجه، جبرئیل را در سمرقند محاصره کرد و یکی دیگر از پیروان مقنع راه را بر روی لشکری که برای کمک به جبرئیل بن یحیی از ترمذ در حال حرکت بودند ببندد، همچنین مقنع لشکر سومی را در همین زمان برای تصرف دوباره نرخش فرستاد اما این لشکر را دهقانان و روستاییان شکست دادند. مقنع با کمک گرفتن از ترکان به سمرقند تاخت اما در این نبرد برادر خاقان ترکان به نام فیل یا قیل به دست لیث بن نصر در نبردی تن به تن کشته شد و باقی آنان فرار کردند.

### سرانجام فعالیت
خلیفه، ابوعون عبد الملک یزید را که در سرکوب شورش یوسف بن ابراهیم ناموفق بود را برکنار و به جای او معاذ بن مسلم را امیر خراسان کرد. معاذ بن مسلم در اول جمادی‌الاول سال ۱۶۱ هجری به مرو آمد و پس از مرتب کردن اوضاع خراسان به جنگ با مقنع رفت. کیال غوری سردار ترک دوستدار مقنع برای مدتی راه میان مرو و بخارا را بست اما معاذ بن مسلم توانست آنها را متفرق کند و در بخارا با لشکر عظیمی که دهقانان آن محل برای جنگ با مقنع فراهم کرده بودند رهسپار جنگ با مقنع شد. معاذ دستور ساخت تبرزین، بیل، شمشیر، منجنیق، قلعه کوب، نیزه و جنگ‌افزارهای دیگر را برای نبرد با مقنع داد، مقنع نیز با پیوستن ترکان به لشگرش آماده نبرد با معاذ بن مسلم شد. در این بین سعید بن حرشی حاکم هرات نیز به معاذ بن مسلم پیوست. معاذ بن مسلم نتوانست با تمام برنامه‌ریزی‌هایش بر مقنع پیروز شود چرا که مقنع و پیروانش به داخل قلعه سنام عقب‌نشینی کرده و این قلعه آمادگی مقاومت و پایداری در محاصره را داشت و دوم اینکه سعید بن حرشی و معاذ بن مسلم اختلافات فراوانی با هم داشتند و در این بین سعید بن حرشی به‌طور مداوم به خلیفه نام می‌نوشت و از ناکارآمدی نقشه‌های جنگی معاذ می‌گفت. برخی منابع ذکر کردند که همین نامه‌ها باعث شد تا خلیفه عاقبت دستور برکنار معاذ را در سال ۱۶۳ هجری صادر کرد، اما نویسنده تاریخ بخارا نقل کرده که این خود معاذ بن مسلم بود که پس از دو سال جنگ بی‌نتیجه درخواست کنار رفتن را کرده است. خلیفه مسیب بن زهیر الضبی را به مقام امیری خراسان منصوب کرد و او در رجب سال ۱۶۳ هجری وارد بخارا شد و او پس از شکست دادن کولارتکین یکی از سرداران مقنع و شکست دادن او، دستور محاصر قلعه مقنع را داد.

### سرانجام مقنع

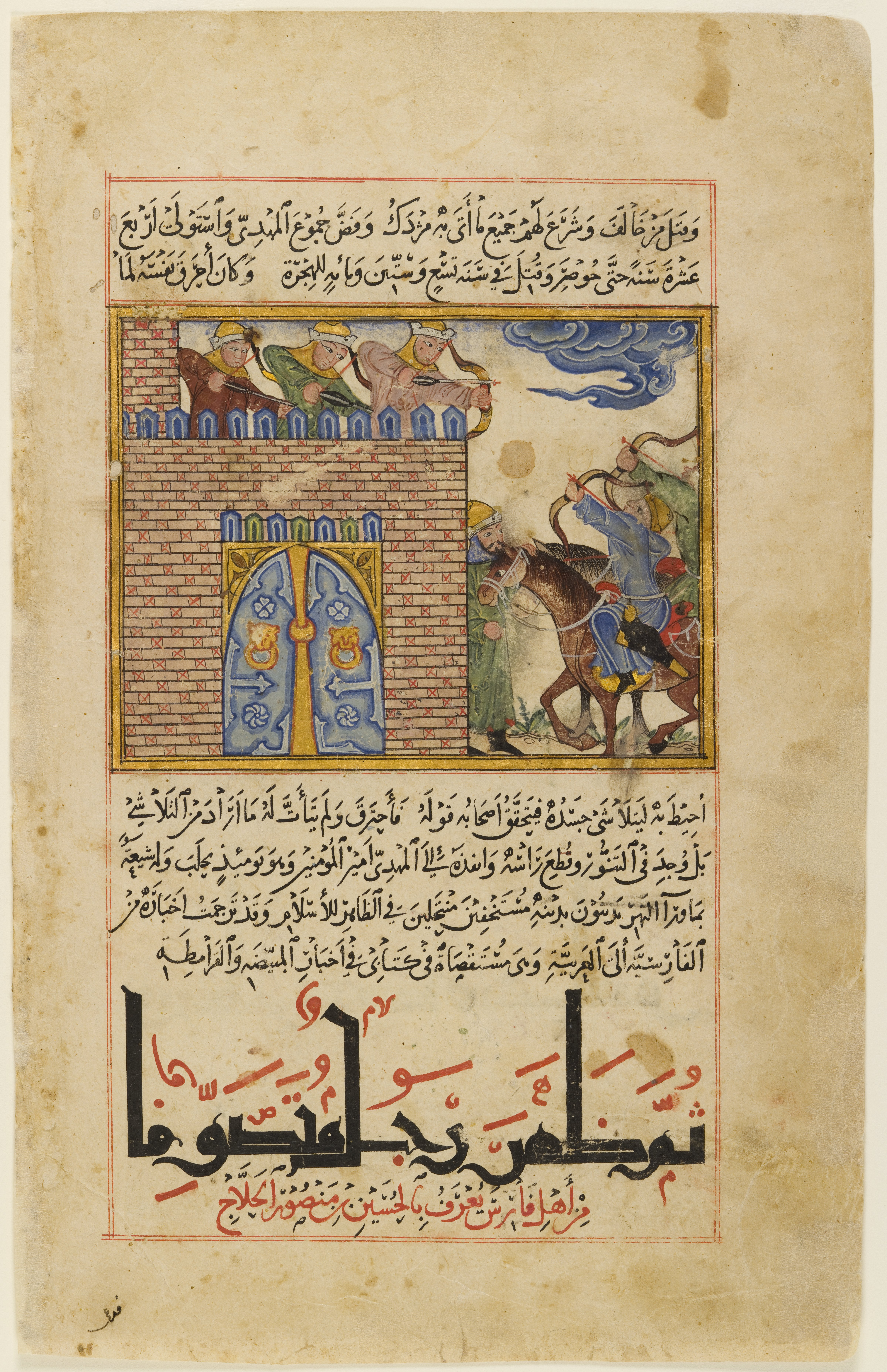
حمله به قلعهٔ مقنع، از کتاب آثار الباقیه عن القرون الخالیه نوشتهٔ ابوریحان بیرونی

منابع اسلامی دربارهٔ عاقبت مقنع هر کدام داستانی را نقل می‌کنند و با هم اتفاق نظر ندارند. در منابع آمده که پس از این که محاصره قلعه به درازا کشید محاصره شوندگان دانستند که بالاخره سعید بن حرشی راهی برای رسیدن به داخل قلعه پیدا می‌کند بنابراین عده بسیاری تسلیم شدند اما هنوز تعداد بسیاری کنار مقنع مانده بودند سعید توانست به باروی بیرونی در دست یابد، در همین زمان مقنع فهمید که پایداری در دژ درونی بیهوده است، پس بر آن شد تا خودکشی کند. در این مورد منابع هر یک داستان مختلفی را نقل می‌کنند، برخی از منابع نقل کردند که او آتشی بزرگ آماده کرد و اعلام هر کسی که می‌خواهد با او به بهشت بیاید خود را با او به آتش بیفکند. خانواده او، همسران و نزدیکانش همه این کار را کردند و زمانی که سعید وارد دژ شد قلعه را خالی دید. روایت دیگر منابع آن است که مقنع و همسرانش همگی زهر نوشیده و چون لشکر عباسی به دژ وارد شد پیکر آن‌ها را یافته و پسرش را که زنده بود در سال ۱۶۳ هجری به حلب نزد خلیفه فرستادند. روایت دیگری هم وجود دارد که هر دو این رویدادها را با هم درآمیخته و از زبان یکی از همسران مقنع که زنده مانده بود نقل کرده که مقنع به همسران خود زهر نوشاند و خور را در تنوری پر آتش افکند و می‌گفت به آسمان می‌رود تا با فرشتگان برای باز پس‌گیری دینش بازگردد. تقریباً تمامی منابع مرگ مقنع را در سال ۱۶۳ هجری عنوان کرده‌اند. گفته شده او تقریباً به مدت ۱۴ سال با خلافت عباسی درگیری داشت و شورش یا نهضت او توانست در این مدت بارها لشکر خلافت عباسی را متفرق کند

## سپیدجامگان پس از مقنع
اگرچه شورش یا قیام مقنع سرکوب شد اما پیروان او تا قرن‌ها در خراسان و ماوراءالنهر وجود داشتند. این واقعیت که پیروان او تا سال‌ها بعد از او وجود داشتند نشان دهنده این است که جنبش یا شورش او بیشتر جنبه دینی داشت. گزارش‌های بسیاری دربارهٔ وجود پیروان او پس از سرکوب مقنع در منابع مختلف دیده شده است، همچنان که نرخشی گزارش کرده است که آنان اگرچه مقنع را ندیده بودند ولی بر همان دین او بوده، نماز نمی‌خواندند و روزه نمی‌گرفتند ولی امانت داران مورد اعتماد بودند. در حدودالعالم در این باره آمده است که پیروان مقنع یا سپیدجامگان تا قرن چهارم و عهد سامانیان وجود داشتند و بیشتر اهل روستاهای شاش یا چاچ و ایلاق بودند. هم‌چنین محمد عوفی در جوامع الحکایات نقل کرده است که در بخارا، سمرقند جماعتی بودند که آنان را سپیدجامگان می‌نامیدند و آنان خود را مسلمان می‌دانستند و به فرزندان خود قرآن آموخته اما حقیقتاً به ایمان خود اعتقادی نداشتند. ظاهراً سرخ‌جامگانی که در گرگان دست به شورش زدند از عقاید و افکار مقنع در قیام‌های خود استفاده می‌کردند.

## چرایی موفقیت مقنع

### سیاست‌های مقنع
مقنع در ابتدا به فراگیری علم پرداخت، در علم ریاضی مهارت داشت و آثار بسیاری از گذشتگان را خوانده بود، او دانش طلسم و جادو را می‌دانست و در شعبده موفق بود، روشن است که مقنع مرد درس خوانده بود اما از جزئیات آموزش او اطلاعاتی در دست نیست، او توانست از تمامی این مهارت‌ها برای جذب پیروان استفاده کند. مقنع به درستی می‌دانست قصد انجام دادن چه کاری را دارد و از مدت‌ها قبل خود را برای قیام یا شورش آماده کرده بود و برای تداوم و استمرار نقش‌اش طرح و برنامه داشت. او از همان زمان که در مرو بود، در آنجا مقام و منصبی داشت به تبلیغ آیین خود دست زده بود، تجربه او در انقلاب عباسیان کمک فراوانی برای او بود. او برای این که بتواند سلطه خود را در تمام ایالت سغد پا بر جا نگه دارد به شیوهٔ منظم دست به تصرف شهرهای استراتژیک منطقه زد. تجربیات نظامی و سیاسی او به کمکش آمد، چنانچه در تاریخ‌نامه اشاره به همراهی ترکان شده که مقنع به کمک این همراهی‌ها در چندین جنگ منظم توانست نیروهای حکومتی را شکست دهد. باقی جنگ‌ها عمدتاً به محاصره شهر و روستاها می‌انجامید که هدف اصلی این محاصره‌ها ایجاد قحطی و برهم زدن نظم زندگی روزمره و عادی مردم بود، مقنع با ذخیره مواد غذایی و علوفه در قلعه‌اش خود و همراهان و پیروانش را برای این روزها آماده کرده بود. همچنین مقنع با جذب دهقانان که در معنی همان کدخدایان و بزرگان روستا هستند، توانست
روستاییان بسیاری را به آیینش جذب کند چرا که به نظر می‌آید موقعیت دهقانان و بزرگان روستا به حدی بود که اگر به پیروی از مقنع مایل می‌شدند تمامی اهالی روستا خواه‌ناخواه از آنان پیروی می‌کردند. اما باید دانست که در جذب پیروان به مقنع، مردم فقط تحت تأثیر معجزات مقنع یا دعوت، دعوت‌کنندگان و تبلیغ آنان قرار نمی‌گرفتند مثلاً در ماجرا بیوه زن امیر نرخش دیده شد که احساسات ضد عباسی در ماوراءالنهر از همان ابتدا کار عباسیان بر آن مردم تأثیر گذار بوده، و بعضی از مردم چنان از تجربه مسلمان شدن خود سرخورده بودند که درصدد برآمدند تا حکومت خاص خود را پدید بیاورند.

### چرایی موفقیت مقنع در جذب سغدیان
منطقه سغد هیچگاه بخشی از امپراتوری ساسانیان نبود و در شورش مقنع در آن منطقه کمتر گرایشی به احیای شاهنشاهی ایران باستان دیده نمی‌شود. مقنع حتی طرحی برای به زیر کشیدن خلافت نداشت ولی به‌طور حتماً او در پی آن بود تا اسلام به عنوان نیروی حاکمیت در سغد جایی نداشته باشد، احتمالاً او تمام کسانی را که می‌خواستند مسلمان بمانند عرب تلقی می‌کرد و آنان را عامل بدبختی خود و پیروانش می‌دانست. صرف نظر از پدرزن عرب مقنع عمده پیروان مقنع ار اهالی سغد بودند و همان‌طور که از نام بعضی از آنها برمی‌آید برخی از آنها مسلمان از دین برگشته بودند، همان‌طور که دیده می‌شود بسیار سرکردگان و سرداران سپاه مقنع نام غیر اسلامی دارند از جمله باغی، کرک، خارجه.

### چرایی موفقیت مقنع در ماوراءالنهر
در سال ۱۵۹ هجری حمید بن قحطبه امیر خراسان درگذشت، پس از او مهدی، ابوعون عبدالملک بن یزید را به ولایت خراسان منصوب و به او فرمان داد که شورش مقنع را سرکوب کند. در آغاز حکومت او اوضاع خراسان به سبب شورش مردی به نام یوسف بن ابراهیم معروف به یوسف البرم در بخارا آشفته شد، این مرد ادعا پیامبری می‌کرد و بر ضد عباسیان سخن می‌گفت و توانست عده بسیاری را با خود همراه کند، یوسف البرم توانست به مرو رفت و طالقان و جوزجان را با خود همراه کند. شورش یوسف و اختلافاتی که به موجب آن در امور خراسان پدیدآورد سبب شد تا کار مقنع در ماوراءالنهر پیشرفت کند.همچین عنوان شده که دعوت مقنع در ماوراءالنهر از آن جهت آسانتر بود که در زمان فتح اعراب در این منطقه یک رشته اغتشاشات رخ داده بود که علت آن تضاد منافع میان دو گروه زمینداران بزرگ و قدرت مرکزی از یک جهت و مهاجران عرب یا زمینداران کوچک و بازرگانان محلی در سوی دیگر، عنوان شده است.

### چرایی موفقیت مقنع در جذب ترکان
تاریخنامه حاوی اطلاعات تازه‌ای دربارهٔ حضور ترکان در جنبش مقنع است. یاران ترک مقنع از ترکستان در شمال شرقی بودند و ظاهراً هیچ پیوندی با ترکان ساکن در جنوب شرقی ایران نداشتند. بنابر اسناد و مدارک ترکان ماوراءالنهر قبل از قیام مقنع نیز از اسحاق ترک هم حمایت می‌کردند و ترکان حامی اسحاق از ترکان تورغش‌ها بودند. بنابر گزارش تاریخ بخارا ترکان پیرو مقنع از ترکستان به ماوراءالنهر آمدند و نویسنده بیان الادیان نیز نقل کرده که مقنع پادشاه ترکستان را به غارت ماوراءالنهر فراخواند، با این نقل قول احتمال می‌رود که ترکان فقط به علت غارت و ماجراجوی با مقنع همراه شدند ولی از آنجا که مقنع خود را بودای موعود معرفی کرده بود و از آنجا که در بین چینی‌ها، بوداییان هوادار بودایی بوادی موعود را سپیدجامگان معرف هستند، می‌توان احتمال داد که همراهی ترکان با مقنع تنها به خاطر غارت و ماجراجوی نیست؛ چرا که شخصیتی که مقنع از خود ساخت بود مفهوم بودای موعود را تجلیلی می‌کند، دربارهٔ بودای موعود گفته شده که چون ماموریتش تمام می‌شود در حالی که آتش از بدنش زبانه می‌کشد به آرامش ابدی می‌پیوندد و مقنع با خودسوزی انتهای کار مفهوم بودای موعود بودن را تجلیلی کرد، علاوه بر این می‌توان به معجزه مقنع اشاره کرد، یکی از معجزات مقنع ماه نخشب بود که گفته‌اند از چاهی در نزدیکی نخشب بیرون می‌آورد، این ماه در تاریخ اسلام، مسیحیت و دین یهود سابقه نداشت اما بوداییان فرقه مهایانه در توضیح آموزهٔ شونیتا که به معنی تهی بودن و خلاء است غالباً زندگی زندگی و احوال بودا را با چیزی مقایسه کرده‌اند که در رؤیا یا قضایی شبح‌وار و سراب گونه دیده شود، در مجموعه سرودهای کهن ختنی در رابطه با بودا همین پدیده با ماهٔ مقایسه شده که در آب انعکاس می‌یافته. در نتیجه اگر مقنع توانست خود را بودا موعود معرفی کند پس احتمال می‌رود که خاقان ترک هم پیمان مقنع باید در جایگاه یک شاه درست کردار به خدمت بودای موعود شتابد و صلح و عدالت را در جهان حاکم کند.

## اصول و عقاید
دربارهٔ عقاید مقنع و قبول این عقاید در میان پیروانش باید در ابتدا دانست که این عقاید در جامعه و اجتماعی بیان شده که این گونه عقاید رایج بود و از این لحاظ می‌توان گفت که تعالیم مقنع تازه نبوده بلکه او گفته و آورده‌های دیگران پیش از خود را تکرار کرده است.مقنع پیرواان خود را به مبارزه گسترده با نابرابری‌های سیاسی و اقتصادی علیه حاکمان عرب دعوت می‌کرد و علت عمدهٔ قبول اندیشه‌های او به علت از بین بردن نابرابریها و سیادت عرب‌ها بود.

### باورها
به اعتقاد سپیدجامگان خدا جسمی لطیف است که طول و عرض و عمق دارد و همهٔ پیامبران خدایانی هستند که جسم آن‌ها رسول خداست و روح آنها خود، خدا می‌باشد و خدا در هر زمان که بخواهد با بشر صحبت کند به صورت یکی از پیامبران درآمد و آن را به سوی مردم می‌فرستد. آنان معتقدند که هرگاه خدا به صورت آدمی درآمد تا مدت‌ها بعد یعنی تا سال‌ها یا قرن‌های دیگر این عمل را تکرار نمی‌کند. آنان در واقع به تناسخ ایمان دارند و معتقدند که خداوند در ابتدا در صورت آدم درآمد سپس در صورت نوح، ابراهیم ،موسی ،عیسی و محمد متجلی شد تا در جسم ابومسلم خراسانی درآمد و پس از آن در صورت مقنع تجسم کرد. ابوریحان بیرونی بیان کرده است که مقنع تمام آنچه مزدک تعلیم داده بود را تکرار کرده است. پیروان در سجده هر کجا و در هر زمانی روی به سوی مقنع می‌آوردند و در جنگ‌ها از او مدد خواسته و همواره می‌گفتند (یا هاشم ما را مدد ده). مقنع چون ادعا خدای داشت بیان کرده بود که توانایی زنده کردن مردگان را دارد از دیدگاه مقنع کشتن و ریختن خون دشمنان و مخالفان آیین او مباح است و مال و اموال و زنان مخالفان و دشمنان آیینش حلال است. در بین عقاید مقنع به اشتراک بودن زنان اشاره شده و عنوان شده از دیدگاه سپیدجامگان زن مانند گل خوشبو است که اگر کسی او را ببوید چیزی از آن کم نمی‌شود و در کتاب تاریخ بخارا بیان شده که اگر مردی تمایل داشته باشد که با زن یکی از هم‌کیشانش خلوت کند به خانه ان زن رفت و نشانه‌ای بر روی در می‌گذارد که اگر شوهر به خانه بازگشت و آن علامت را دید بازگردد، البته باید توجه کرد که اتهام اشتراکی کردن زنان تقریباً دربارهٔ همهٔ شورش‌های که پس از قیام مزدک رخ داده زده شده است، در نتیجه باید به این نکته توجه کرد و بدون احتیاط این اتهام را نپذیرفت.

### احکام
در بین باورهای سپیدجامگان خداوند هیچ چیزی را حرام نکرده است. مقنع تمام عبادات مذهبی از جمله نماز، روزه و زکات را حذف کرده همچنین آنان غسل نمی‌کنند؛ و تمام آنچه حرام اعلام شده بود از جمله گوشت خوک و شراب را حلال دانسته است دربارهٔ پیروان مقنع اعلام شده که آنان دزدی نمی‌کنند و امانت داران قابل اعتمادی هستند.

## ماه نخشب
داستان زندگی مقنع دارای حوادثی است که همواره مورد توجه نویسندگان مسلمان قرار می‌گرفته از جمله این حوادث ماه نخشب است یا داستان قلعه یا دژ او.

### ماه نخشب
ماه نخشب به عنوان معجزه معروف مقنع بیش از سایر وقایع زندگی او در ادبیات فارسی ایران انعکاس داشت. ماه نخشب نام ساخت دست مقنع است که او آن را به عنوان معجزه خود به مردم نشان می‌داد و هر شب این ماه را از چاهی در نخشب بیرون می‌آورد و چهار فرسخ، چهار فرسخ را روشن می‌کرد، ماه نخشب به شهرت و افزایش پیروان مقنع اضافه کرد. اما گفته شده است که پس از سرکوب مقنع بعدها از داخل چاه کاسهٔ بزرگ از جیوه خارج کردند. در منابع گوناگون در مورده ماه نخشب سخن گفته شده است ازجمله در ملل و نحل شهرستانی، تجارت السلف هندوشاه نخجوانی، تاریخ بخارای نرشخی، ....

### ماه نخشب در ادب فارسی
در متون فارسی و ادبیات فارسی از ماه نخشب با اسامی و نام‌های مختلفی سخن گفته شده است از جمله مثل ماه کِش، ماه چاه کِش، ماه سیام یا ماه مقنع. اما باید دانست که نویسندگان و شاعران ایرانی به بعد تاریخی این حادثه توجه نمی‌کنند بلکه بیشترین توجه آنان یا بعد جغرافیای شهر نخشب است یا برای تجلیل از پادشاهان حاکم بر این شهر، مثلاً در شعر سوزنی سمرقندی که خود از اهالی این شهر بود اشاره به نخشب برای تجلیل از پادشاه حاکم بر این شهر است. شاید نگاه منفی عالمان دینی به مقنع سبب شده که شاعران اهل آن شهر تمایل چندانی به بیان این موضوع نداشته باشند. به عنوان مثال در شعر سمرقندی.
| نخشب به جمال او شد امروز |  | از بعد جنان، جنان دیگر |
| جز سایه عدل به نخشب      |  | کو جای که امان دیگ     |

اما در میانه قرن ششم و در شعر شاعران بینابین سبک خراسانی و عراقی توجه به ماه نخشب افزایش یافت، شاعران از این واقعه تاریخی و ظرفیت‌های پنهان آن در جهت آفریدن تصاویر شاعرانه استفاده کردند باید گفت شاعران ماه نخشب را کنایه از روی محبوب استفاد می‌کنند. ماه نخشب و توجه به این حادثه تاریخی در اشعار غنایی و عاشقانه و مدیحه و اشعار حکیمانه و تعلیمی فارسی به چشم می‌خورد. شاعران برای خلق تشبیهات ،استعارات، تملیحات و ایهام بسیار استفاد کردند. جایگاه معشوق در شعر غنایی از چنان جایگاهی برخوردار است که گویی تمامی طبیعت و اجزاء و عناصر آن باید صرف توصیف زیبایی‌های او شوند. ماه نخشب سراسر ظرافت شاعرانه دارد و از آن رو که از ماه تاریک برآمده می‌تواند معادلی برای رخسار معشوق باشد. در تخیل شاعرانه این واقعه تاریخی با تمام جزئیاتش در سیمای معشوق نمود دوباره پیدا می‌کند مانند شعر خاقانی که می‌سراید؛
| دستار در ربوده سران را به باد زلف |  | شوریده زلف و مقنعه عید بر سرش |
| برده مهش به مقنعه عیدی و چاه سیم  |  | آب چه مقنع و ماه مزورش        |

یا سلمان ساوجی که سروده؛
| ز عکس گونه‌هایت در تاب ماه نخشب |  | از سحر چشمهایت بی آب چاه بلبل |

در شعرهای ایرج میرزا، خواجو ،قاآنی و فروغی بسطامی نمونه‌های از ماه نخشب یافت می‌شود و با بررسی این نمونه از شعرها غنایی متوجه می‌شویم که ماه نخشب در شعر غنایی ایفاء نقش ماه آسمان آیت و موضوع دیگر که با کمک این واقعه تاریخی در شعر تاریخی نمایان شد رنگ حیله و تزویر است که گاه هم رنگ معشوق می‌شود، چنانچه امیر خسرو دهلوی سروده؛
| چون مه نخشب بتان خالی نباشند از دروغ |  | تا نداری استوار از خود درون آری مکش |

اما جایگاه ماه نخشب در غالب مدیحه‌پردازی با توجه به برجسته و پررنگ بودن چاه و ماه در این واقعه زمینه را برای سرودن مضمون جدید در فضا شعر برجسته می‌کند.
| ماه را گر خالف او طلبد |  | مطلب جز به چاه نخشب باز |

جایگاه نخشب در اشعار حکیمانه و تعلیمی به علت تقابل آن ماه با ماه آسمان به دلیل ساخته ناپایدار و ساختگی بودن آن است تا مخاطب را به خداجوی و خدا خواهی راهنمایی کند، چنان‌که سنایی و نظامی سروده‌اند؛
| روی از وی طلب نه از مکسب |  | از فلک ماه جو نه از نخشب |

| اگر جای تو را برگرفت بدخواه |  | مقنع نیز داند ساختن ماه |

در تشبیه شاعران بیشترین استفاده را از ماه نخشب کردند، یا در تصویرگری اجرام آسمان و صبح یا در وصف معشوق یا در وصف طبیعت. ماه نخشب در هنر شاعران ایرانی در ساخت تلمیح بسیار استفاده شد مثلاً نقش این ماه گاهی می‌تواند تداعی کنند چاه که یوسف پیامبر در آن گرفتار شده باشد. بی تردید ظرفیت‌های پنهانی این واقعه تاریخی در شکل سازی تصاویر خیالی و گاهی بازآفرینی و بازسازی تصاویر تکراری نقش بسیاری در تقویت قدرت شاعرانه شاعران ایران زمینه‌ساز بود.

## منبع‌شناسی
منابع مطالعاتی دربارهٔ جنبش مقنع با این که برعکس جنبش‌های که در اواخر دوران امویان رخ داد بیشتر است، اما به علت آشفتگی‌ها زمانی و نادیده گرفتن بعضی از وقایع توسط نویسندگان این منابع و بی‌توجهی به برخی دیگر از وقایع، باعث به وجود آمدن اختلافاتی در منابع شده است که نمی‌توان ما را به درک درستی از وقایع آن دوران برساند. تقریباً در هیچ‌یک از این منابع دربارهٔ ایین‌ها فکری و اموزش‌های سپیدجامگان سخنی گفته نشده است.

### فارسی
قدیمی‌ترین کتابی که به زبان فارسی دری دربارهٔ مقنع نوشته شده، کتابی با عنوان اخبار مقنع است که نویسنده آن کتاب ابراهیم نام داشت، اطلاعاتی دربارهٔ ابراهیم نویسنده کتاب در دست نیست و حتی ما تاریخ نگارش کتاب اخبار مقنع را نمی‌دانیم همان‌طور که این کتاب در دسترس نیست، اما ابوریحان بیرونی در کتاب اثارالباقیه نوشته است که در ایران قبل از نگارش کتاب خودش کتابی دربارهٔ مقنع نوشته شده بود که شرح مفصلی از زندگانی مقنع را ارائه می‌داد. ابونصر قباوی که کتاب تاریخ بخارا را به فارسی برگردانده نوشته است که نویسنده کتاب شرح ناقصی از وقایع مقنع را آورده و او این قسمت را از روی کتاب اخبار مقنع تکمیل کرده، این سخن نشان دهند دو مورد است اول این‌که نرشخی از کتاب اخبار مقنع به عنوان منبع استفاده نکرده و دوم کتاب تاریخ اخبار مقنع تا سال ۵۲۲ هجری وجود داشت چرا که قباوی در قرن ششم کتاب تاریخ بخارا را ترجمه کرد. کتاب بعد کتاب زین الاخبار نوشته ابوسعید عبدالحی بن ضحاک بن محمود گردیزی است که در بخش اخبار امرای خراسان دربارهٔ مقنع اطلاعاتی در اختیار ما می‌گذارد که در منابع دیگر نیست. کتاب بعد تاریخ طبری است که در سال ۳۵۳ توسط بلعمی ترجمه شد در این کتاب ترجمه شده اطلاعاتی دربارهٔ مقنع است که در نسخه موجود این کتاب که در کتابخانه وین نگهداری می‌شود دیده نمی‌شور، گزارش‌های نسخه ترجمه شده با گزارش‌های کتاب تاریخ طبری فایل مقایسه نیست؛ چرا که گزارش‌های تاریخ طبری دربارهٔ مقنع کوتاه است از این رو باید این کتاب را منبعی مستقل برای مطالعه مقنع در نظر گرفت. کتاب بعدی بیان الادیان نوشته ابوالمعالی محمد بن الحسین العلوی است که نویسنده در این کتاب نقاط تاریک زندگی مقنع را برای ما روشن می‌کند. در کتاب مجمع التواریخ و القصص نویسنده دربارهٔ روایت زندگی مقنع گزارش‌های عبدالقاهر بغدادی و اسفراینی را با اضافه کردن افسانه ماه نخشب بر آن گزارش‌ها نقل می‌کرد. در کتاب جوامع الحکایات نویسنده در سه جای کتاب از مقنع یاد می‌کند. کتاب تاریخ گزیده حمدالله مستوفی اطلاعاتی دربارهٔ زادگاه مقنع در اختیار ما می‌گذارد که در منابع دیگر نیست. در کتاب تاریخ بخارا ابوبکر محمد بن جعفر نرشخی به اطلاعات وسیع و گسترده‌تری از مقنع دست پیدا می‌کنیم. کتاب تبصره العوام نوشته مرتضی بن داعی حسنی رازی نیر حاوی اطلاعاتی دربارهٔ مقنع است. در کتاب تاریخ الفی که دربارهٔ تاریخ عمومی است و به دستور محمد اکبر پادشاه توسط گروهی از مورخان نوشته شده می‌توان به اطلاعاتی از مقنع دست یافت، نویسندگان این کتاب احتمالاً به کتاب گمشده اخبار مقنع دسترسی داشتند.

### عربی
اطلاعاتی که از این منابع دربارهٔ مقنع بدست می‌آوریم غالباً کوتاه و چون از روی تعصب نوشته شده در بیشتر مواقع از مقنع با عنوان دشمن اسلام یاد می‌شود. کتاب التاریخ فی اخبار ولاة خراسان که نویسنده آن ابوعلی حسین بن احمد بن سلامی است، این کتاب بدون تردید منبع اصلی نویسندگان بعدی بود است البته اصل این کتاب در حال حاضر در دسترس نیست اما منبع نویسندگانی مثلابن اثیر ،ابن خلکان، عوفی، عتبی ،سمعانی و گردیزی بوده. نخستین منبع موجود که دربارهٔ مقنع اطلاعات در اختیار ما می‌گذارد کتاب البیان و التبیین ،ابوعثمان عمر بن جاحظ است گزارش او در رابطه با مقنع بسیار کوتاه است. روایت بعدی مربوط به ابن خلکان در وفیات الاعیان است. طبری در کتاب تاریخ الرسل و الملوک، مقدسی در کتاب البود التاریخ، ازدی در کتاب تاریخ موصل، خوارزمی در کتاب مفاتیح العلوم، ابومنصور بغدادی در کتاب الفرق بین الفرق و ابوالمظفر اسفراینی در کتاب التبصیر فی الدین منابع بعدی مطالعه دربارهٔ مقنع هستند و می‌توان در این کتاب‌ها اطلاعاتی از مقنع یافت. ابن اثیر در کتاب الکامل فی التاریخ مطالبی دربارهٔ مقنع آورده، او با تلفیق روایات طبری، بلعمی ،مقدسی، ابن عبری، خوارزمی، ابوریحان بیرونی و سلامی روایتی منسجم ساخت که بهترین روایت است، بعدها ابن طقطقی در کتاب الفخری، ملا احمد تتوی در کتاب جامع التواریخ، ابن خلدون در کتاب العبر و ملا احمد تتوی در کتاب تاریخ الفی از نوشته ابن اثیر استفاده کردند.

### تحقیقات جدید
تامس مور در کتاب لاله رخ از جنبه‌های شاعرانه ماه نخشب استفاده کرده، نویسنده تلاش کرده تا داستان مقنع را به صورت شعر درآورد، این کتاب شامل ۴ داستان است که داستان دوم آن به پیامبر نقابدار خراسان اختصاص دارد، کتاب مور اولین بار در سال ۱۸۱۷ م. انتشار یافت اما اطلاعات تاریخی این کتاب زیاد نیست و بیشتر به ماجراهای تخیلی پرداخت است، نکته جالب توجه این است که نویسنده در کتابش مقنع را تحسین کرده است. در کتاب ترکستان‌نامه اثر معروف بارتولد نویسنده کمتر از دو صفحه کتاب را به ماجرا مقنع اختصاص داده است.ادوارد براون نیز به بررسی مقنع در کتاب تاریخ و ادبیات ایران پرداخت، او در ابتدا مقنع را به عنوان یک مبلغ مذهبی یاد کرده ولی نکته مورد توجه این است که بروان از کتاب تاریخ بخارا حرفی نزده است، و در کتابش نه حوادث را مطرح می‌کند و نه به تحلیل وقایع می‌پردازد. بهترین پژوهش را دربارهٔ مقنعه غلامحسین صدیقی انجام داد و با عنوان کتاب جنبش‌های دینی ایران در سدهٔ دوم و سوم هجری در سال ۱۹۳۸. م آن را منتشر کرد. تحقیق بعدی که در آن دربارهٔ مقنع مطلب وجود دارد را ساباتینو موسکلتی انجام داد، او در مقاله مطالعات تاریخی دربارهٔ خلیفه مهدی بخشی را به شورش المقنع اختصاص داد. کتاب قیام مقنع_نهضت سپیدجامگان نوشته الکساندر یورویج یاکوبوفسکی است. در کتاب التون دانیل با عنوان تاریخ سیاسی و اجتماعی خراسان در عصر فرمانروایی عباسی نیز در فصل چهارم نویسنده دست به تحلیل تازهٔ از این جنبش زده است. کتاب ماه نخشب نوشته سعید نفیسی است، البته این کتاب به صورت داستان تاریخی است. نقابدار خراسان نامه عنوان مقالهٔ از ذبیح‌الله صفا است که در سال ۱۳۱۶ در مجله مهر چاپ شد. کتاب پیامبر نقابدار که یک اثر داستانی تاریخی است نوشته ایرج سهرابی تنها اثر مستقل دربارهٔ مقنع است و احتمالاً در ترکیه انتشار یافت؛ و در آخر تحقیق ویلفرد مادلونگ و پل واکر که در سال ۱۹۹۸. م انجام شد و به بررسی فصلی از یک اثر فرقه‌نگارانهٔ عربی پرداخته، آنان اثر را به انگلیسی ترجمه کردند، مؤلف این اثر ابوتمام داعی اسماعیلی است، قسمتی از نوشتهٔ ابوتمام شامل گزارش مهمی در باب عقاید سپیدجامگان است که به گفته نویسنده کتاب پیروان مقنع هستند.

## گزارش ابوتمام از سپیدجامگان
ابوتمام یا یوسف بن محمد نیشابوری داعی برجسته اسماعیلی بود است. او در یکی از آثارش که به فرقه مشبهه می‌پردازد، در این اثر گزارشی‌های نیز در باب سپیدجامگان است که نویسنده آنان را پیروان مقنع معرفی کرده است. گزارش او در سه بخش جداگانه آورده شد که هر بخش بر مبناء منابع جداگانهُ آماده شده است. باید دانست که ابوتمام نوشتن این سه بخش را بر اساس کتاب ابراهیم در رابطه با مقنع آغاز کرد و سپس مشاهدات خود در رابطه با خرمدینان مناطق غربی ایران را نیز به آن اضافه کرده است، فرقه‌نگارانی که پس از ابوتمام در رابطه با مقنع دست به نوشتند زدند از جمله بغدادی و شهرستانی اکثر مطالب خود را از نوشته‌های ابوتمام گرفته‌اند.

### بخش اول
ابوتمام در این بخش سخن خود را اینگونه آغاز کرده است که سپیدجامگان را پیروان مقنع دانست و نام واقعی مقنع را هشام بن حکیم مروزی دانست، او بیان داشت که مقنع خود را مهدی می‌دانسته، سپس در این بخش به بیان عقاید سپیدجامگان و نظر آنان در رابطه با خدا پرداخته است و با بیان اعتقاد به چگونگی حلول خداوند در صورت مقنع ادامه داده است، او در بخش ادامه داده است که سپیدجامگان در انتظار رجعت دوباره خداوند هستند تا مجدد به آنان و آیینشان قدرت دهد تا در سراسر جهان گسترش یابند. نکته جالب توجه در این گزارش آن است که مقنع در این گزارش خود را علناً مهدی نامیده است، موردی که در منابع دیگر اینگونه به صراحت اعلام نشده و همچنین در این گزارش نام مقنع هشام آمده است. ابوتمام در پایان این بخش به نتیجه‌گیری در قوانین سپیدجامگان پرداخته و بیان داشته که آنان به تعلق انحصاری زنان به مردان باور نداشتند و زنان را متعلق به همه مردان می‌داند و با بیان کردن عقاید سپیدجامگان در باب خوراک و انکار انجام فرایض دینی او این بخش را به پایان رساند. صرف نظر از بی‌نظمی‌ها این بخش در نام مقنع و جای دادن ابومسلم در فهرست کسانی که روح الهی در آنان تجسم یافت، این بخش اطلاعات فراوانی در اختیار ما می‌گذارد.

### بخش دوم
ابوتمام این بخش را با عنوان کردن این جمله که: من تعداد بسیاری از آنان را دیدم و با آنان بحث کرده‌ام… خود شروع به سخت گفتن می‌کند اما از آنجا که نویسندگان دوران گذشته جملات دیگران را به زبان خود بیان می‌کردند نمی‌توان در این مورد کاملاً مطمئن بود. او در ادامه به بیان عقاید آنان پرداخته که با گفته‌هایش در بخش اول همخوانی داشته است. ابوتمام در این بخش عنوان می‌کند که از سپیدجامگان که او ملاقات کرده فقط درس خواندگانشان مقنع را می‌شناختند ولی در میان همهٔ سپیدجامگان مقنع جایگاه ویژهٔ داشت، این تناقض در جمله‌بندی‌ها و سبک نوشتن این شک را ایجاد می‌کند که خود ابوتمام با سپیدجامگان گفتگو کرده است یا نه، ولی به احتمال زیاد خود مقنع بود است چرا که او داعی اسماعیلی بوره و متقابلاً سفرهای به مناطق روستایی برای گرویدن افراد به دین خود را داشته است. ابوتمام در این بخش نیز مانند بخش اول به اشتراک زنان در میان سپیدجامگان اشاره کرده است اما به نظر می‌آید که در این قسمت او به اطلاعات دقیقی تویه داشته است، او در همین بخش با نقل قول از شخصی به نام عمرو بن محمد که او هم از یکی از پیران بخارای نقل کرده، بیان داشته که هر گروه از سپیدجامگان رئیسیدارند که هر یک از آنان بخواهد همسری اختیار کند ناچار است در شب زفاف ابتدا همسر خود را تسلیم این مرد کند، ولی او در ادامه سخن تأیید کرد که خودش به حقیقت این امر آگاه نیست. ابوتمام در این بخش نیز عنوان کرده که هرگاه مردی قصد خلوت کردن با زنی داشت علامتی بر در آن خانه می‌نهاد، این گفته‌ها ما را یاد نهادی می‌اندازد که مردم شناسان چند شوهری می‌نامیدند که در برخی مناطق از جمله تبت رواج دارد و در پی آن خانواده در پی ازدواج چند برادر با یک زن تشکیل می‌شود که در این بین ارث پدری تقسیم نمی‌شود و باقی می‌ماند و اگر از این ازدواج پسری به دنیا بیاید تمام ارث به او واگذار و اگر دختری به دنیا بیاید و پسری نباشد همه ارث به دختر بزرگتر می‌رسد. این نوع ازدواج‌ها با استناد به اسناد موسوم به اسناد بلخی در میان ایرانیان نیز رواج داشت و ابوریحان نیز به رواج این نوع ازدواج‌ها در مناطقی از شمال افغانستان امروزی و کشمیر نیز بیان داشت. در تاریخ بخارا نیز به ازدواج اشتراکی سپیدجامگان اشاره شده است. ابوتمام در بخش به امانت داری و قابل اعتماد بودن سپیدجامگان اشاره کرد و بیان داشته که آنان دزدی نمی‌کردند و به کسی آسیب نمی‌رساندن.

### بخش سوم
ابوتمام در نگارش این بخش را از منبع مکتوبی استفاده کرده که مسلماً با منبع بخش اول تفاوت دارد چرا که در این بخش به اطلاعات متفاوتی با دو بخش نخست دست پیدا می‌کنیم. ابوتمام در این بخش عنوان آنان تا زمانی که در صلح به سر می‌بردند دست به خون‌ریزی نمی‌زنند ولی هر زمان به شورش دست زدن از قتل و خون‌ریزی ابای نداشتند. ابوتمام در این بخش عنوان می‌کند که آنان اعتقاد به مهدی دارند و ایمان داشتند که در آخر زمان شخصی به نام مهدی بن فیروز بن عمران که از نسل دختری ابومسلم است ظهور می‌کند و بیان داشته که آنان هر بامدادان به این امید سر به بالین می‌گذارند که همان روز جنبشی بر پا کنند، یعنی آنان هر لحظه منتظر ظهور هستند.